# Lottery Plus Stadium
Das Lottery Plus Stadium (Thai: กองสลากพลัสสเตเดียม), ehemals Blue Dragon Muang Loei Stadium, ist ein Mehrzweckstadion in der thailändischen Provinz Loei. Es ist die Heimspielstätte des Fußballvereins Muang Loei United FC, der momentan in der Thai League 3, der dritthöchsten Liga des Landes, spielt. Das Stadion hat ein Fassungsvermögen von 1000 Personen.